# Chassard
Chassard je priimek več oseb:
- Corentin Chassard, francoski čelist
- Paul-Antoine Chassard, francoski general